# Amaurobius yanoianus
Amaurobius yanoianus là một loài nhện trong họ Amaurobiidae.
Loài này thuộc chi Amaurobius. Amaurobius yanoianus được miêu tả năm 1943 bởi Nakatsudi.